# Rdzeń wiertniczy

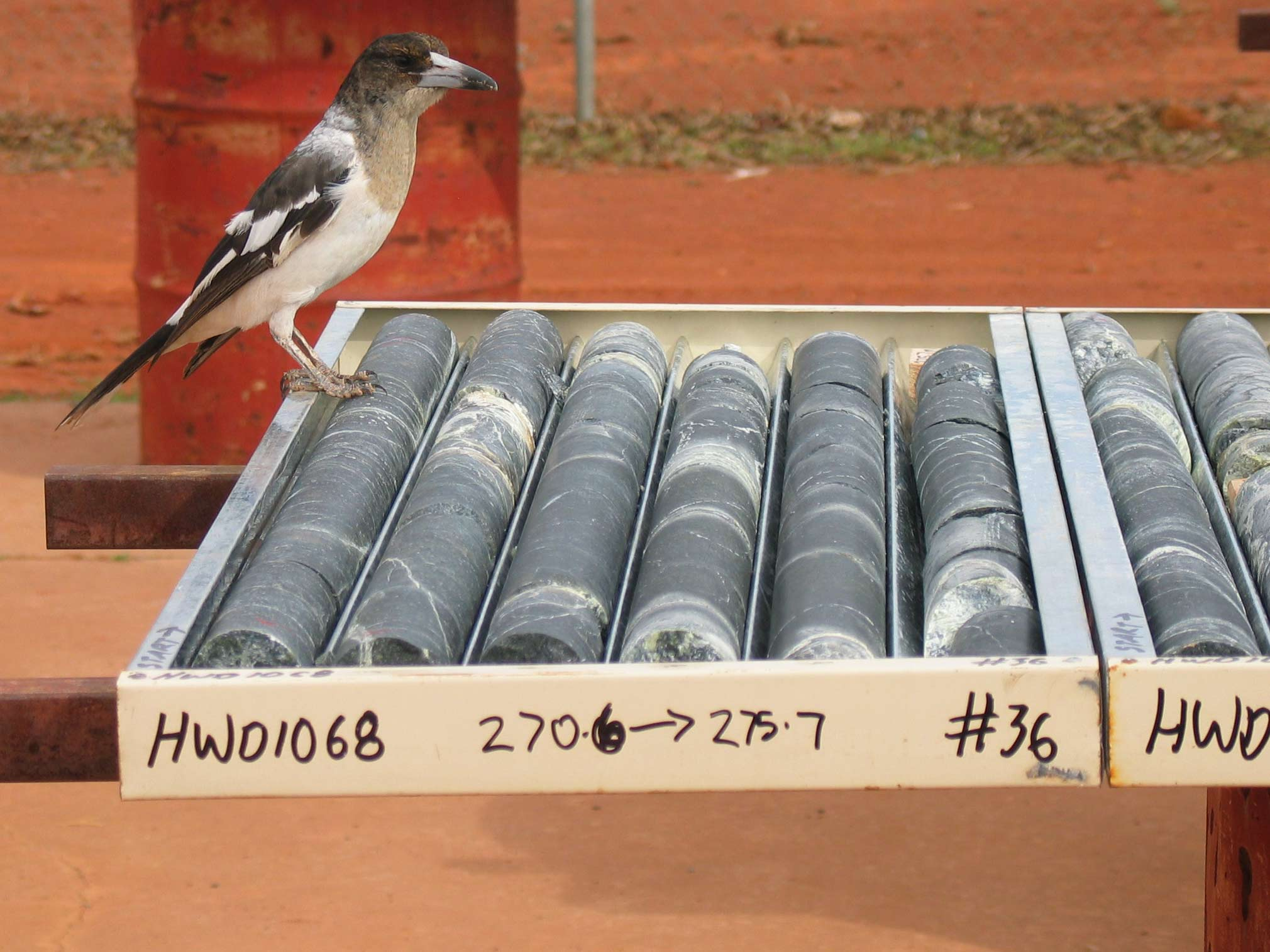
Rdzenie wiertnicze

Rdzeń wiertniczy – wycinek skały w kształcie słupka cylindrycznego uzyskany na skutek przewiercania warstw skalnych za pomocą świdra rdzeniowego. Uzyskiwany jest w otworach wiertniczych, podczas procesów badawczych geologii inżynierskiej w celu poznania budowy geologicznej badanego obszaru.
Pozwala między innymi na precyzyjne określenie rodzaju skał, upadu warstw.